# 河合秀和 (政治学者)
河合 秀和（かわい ひでかず、1933年4月28日 - ）は、日本の政治学者。学習院大学名誉教授。専門は比較政治、イギリス政治。

## 経歴
1933年、京都市生まれ。1952年京都府立鴨沂高等学校卒業。1956年に東京大学法学部を卒業した。1961年東京大学大学院社会科学研究科国際関係論専攻修了。1962年オックスフォード大学セント・アントニーズ・カレッジに留学。
1966年学習院大学法学部助教授。1970年学習院大学法学部教授をつとめた。2000年学習院大学東洋文化研究所長。2004年学習院大学を退任後に、中部大学国際関係学部特任教授として教鞭をとった。2008年3月末を以て、中部大学特任教授を退任。

この他に、1991年から1992年に放送大学客員教授。

## 受賞・栄典
- 2011年：瑞宝中綬章を受章[5]。

## 著書

### 単著
- 『レーニン――革命家の形成とその実践』（中公新書, 1971年）
- 『現代イギリス政治史研究』（岩波書店, 1974年）
- 『政党と階級――イギリス現代政治の転換』（東京大学出版会［UP選書］, 1977年）
- 『チャーチル――イギリス現代史と一人の人物』（中公新書, 1979年）
  - 増補版『チャーチル――イギリス現代史を転換させた一人の政治家』同, 1998年
- 『先進諸国の政治――欧米・日本の比較研究』（放送大学教育振興会, 1988年）
- 『比較政治・入門――国際情報を整理する』（有斐閣［有斐閣アルマ］, 1996年、改訂版2000年）
- 『ジョージ・オーウェル』（研究社出版［イギリス思想叢書］, 1997年）
- 『トックヴィルを読む』（岩波書店［岩波セミナーブックス］, 2001年）
- 『クレメント・アトリー－チャーチルを破った男』（中央公論新社［中公選書］, 2020年）

### 共編著
- （犬童一男・高坂正尭・NHK取材班）『NHKスペシャル かくして政治はよみがえった――英国議会・政治腐敗防止の軌跡』（日本放送出版協会, 1989年）
- （中木康夫・山口定）『現代西ヨーロッパ政治史』（有斐閣, 1990年）
- （山極晃・百瀬宏ほか）『国際関係論と歴史学の間で――斉藤孝の人と学問』（彩流社, 2012年）

### 訳書
- E・P・トムスン『新しい左翼――政治的無関心からの脱出』 (福田歓一・前田康博共訳、岩波書店, 1963年)
- F・W・ディーキン/G・R・ストーリィ『ゾルゲ追跡――リヒアルト・ゾルゲの時代と生涯』（筑摩書房, 1967年、筑摩叢書, 1980年、岩波現代文庫 上下, 2003年）
- モッシェ・レヴィン『レーニンの最後の闘争』(岩波書店, 1969年)
- J・フランケル『外交における政策決定』（東京大学出版会, 1970年）
- D・コート『ヨーロッパの左翼』（平凡社［世界大学選書］, 1970年）
- ヴェド・メータ『ハエとハエとり壷――現代イギリスの哲学者と歴史家』(みすず書房, 1970年)
- J・フランケル『国益――外交と内政の結節点』（福村出版, 1973年）
- アイザイア・バーリン『ハリネズミと狐――『戦争と平和』の歴史哲学』（中央公論社, 1973年／岩波文庫, 1997年）
- レオナード・シャピーロ『全体主義――ヒットラー・ムッソリーニ・スターリン』（福村出版, 1977年）
- J・ジョル『グラムシ』（岩波書店［岩波現代選書］, 1978年）
- R・ベンディクス『国民国家と市民的権利（1）西欧社会の転換と公権力』（岩波書店［岩波現代選書］, 1981年）
- R・ベンディクス『国民国家と市民的権利（2）ロシア、ドイツ、日本、インドにおける政治社会の形成』（岩波書店［岩波現代選書］, 1981年）
- バーナード・クリック『ジョージ・オーウェル――ひとつの生き方（上・下）』（岩波書店, 1983年-1984年、新版・岩波モダンクラシックス, 2000年）
- E・P・トムスン『ゼロ・オプション――核なきヨーロッパをめざして』（岩波書店［岩波現代選書］, 1983年）
- アイザイア・バーリン『バーリン選集（1）思想と思想家』（福田歓一と編、岩波書店, 1983年）
  - 『バーリン選集（2）時代と回想』（岩波書店, 1983年）
  - 『バーリン選集（3）ロマン主義と政治』（岩波書店, 1984年）
  - 『バーリン選集（4）理想の追求』（福田歓一・田中治男・松本礼二と編、岩波書店, 1992年）
- イヴァン・T・ベレンド『ヨーロッパの危険地域――東欧革命の背景をさぐる』（岩波書店, 1990年）
- バートランド・ラッセル『ロシア共産主義』（みすず書房, 1990年、新版2007年）
- バートランド・ラッセル『ドイツ社会主義』（みすず書房, 1990年、新版2007年）
- 聞き手R・ジャハンベグロー『ある思想史家の回想――アイザィア・バーリンとの対話』（みすず書房, 1993年）
- エリック・ホブズボーム『20世紀の歴史――極端な時代（上・下）』（三省堂, 1996年）

- J・B・エルシュテイン『裁かれる民主主義』（岩波書店, 1997年）
- シリア・サンズ『少年チャーチルの戦い』（集英社, 1998年）
- エリック・ホブズボーム, アントーニオ・ポリート『21世紀の肖像――歴史家ホブズボームが語る』（三省堂, 2000年）
- ロバート・サーヴィス『レーニン（上・下）』（岩波書店, 2002年）
- エリック・ホブズボーム『わが20世紀――面白い時代』（三省堂, 2004年）
- J・L・ガディス『冷戦――その歴史と問題点』（彩流社, 2007年） 鈴木健人共訳
- ジョン・グレイ『バーリンの政治哲学入門』（岩波書店、2009年）
- イレーナ・パウエル『ホロコーストを生き抜く――母の伝記と娘の回想』（彩流社, 2018年）、翻訳協力・早坂眞理